# Mandela (1996)
Mandela (auch bekannt unter dem Verweistitel Mandela: Son of Africa, Father of a Nation) ist ein Dokumentarfilm der Regisseure Angus Gibson und Jo Menell aus dem Jahr 1996.

## Inhalt
Der Film behandelt die Lebensgeschichte Nelson Mandelas, des ersten schwarzen Präsidenten Südafrikas. Der Film zeigt Mandelas Entwicklung von frühester Kindheit über seine Ausbildung bis hin zu seinem Kampf gegen die Apartheid und seine anschließende Inhaftierung auf Robben Island.

## Rezeption
Der Filmkritiker Roger Ebert gab dem Film 3 von 4 Sternen, obwohl er die Handlung als unvollständig kritisierte. So seien insbesondere die Gründe Frederik Willem de Klerks zur Freilassung Mandelas nur unzureichend herausgearbeitet.

## Auszeichnungen
- 1997: Pare Lorentz Award der International Documentary Association
- 1997: Silver Spire in der Kategorie Film & Video – Biography beim San Francisco International Film Festival
- 1997: Oscar – Nominierung in der Kategorie Bester Dokumentarfilm